# Die Linke Brandenburg
Die Linke Brandenburg (DIE LINKE. Brandenburg) ist der Landesverband der Partei Die Linke in Brandenburg. Die Landesvorsitzenden sind Katharina Slanina und Sebastian Walter, der im siebten Landtag Brandenburgs auch der Fraktionsvorsitzende war.

## Geschichte

### Geschichte seit der Vereinigung
Der Landesverband Brandenburg der Partei Die Linke bildete sich im Zuge der bundesweiten Vereinigung von PDS und WASG im Jahr 2007. Am 8. September desselben Jahres vereinigten sich die Landesverbände beider Parteien auf dem Parteitag in Brandenburg an der Havel.
Durch die bisherige PDS-Fraktion im Landtag war die Partei schon vor der Landtagswahl 2009 im Landesparlament vertreten. Zu diesem Zeitpunkt war sie in Opposition zur rot-schwarzen Landesregierung Matthias Platzecks. Nach der zeitgleich zur Bundestagswahl stattfindenden Landtagswahl bildet sie von 2009 bis 2019 als Juniorpartnerin zusammen mit der SPD Brandenburg eine Koalition im Landtag und stellte die Landesregierung mit. Bei der Landtagswahl 2019 verlor die bisherige Rot-Rote Koalition aufgrund starker Verluste der Linkspartei ihre Mehrheit, so dass die SPD als weiterhin stärkste Kraft zusammen mit CDU und Bündnis 90/Die Grünen eine Keniakoalition bildete. Die Linke ging daher in die Opposition.
Bei der Landtagswahl 2024 verfehlte die Linke nach erneuten starken Verlusten den Wiedereinzug in den Landtag und schied mit der konstituierenden Sitzung des achten brandenburgischen Landtag erstmals aus einem ostdeutschen Landesparlament aus.

## Gliederungen und Zusammenschlüsse
Die Landespartei gliedert sich in 17 Kreisverbände, die jeweils den Landkreisen und kreisfreien Städten entsprechen, wobei in der kreisfreien Stadt Cottbus und im Landkreis Spree-Neiße ein gemeinsamer Kreisverband besteht.
Das höchste beschlussfassende Gremium ist der Landesparteitag, der auf zwei Jahre gewählt wird. Er tritt laut Satzung mindestens einmal im Kalenderjahr zusammen. Er wählt auf zwei Jahre den Landesvorstand, der zwischen den Landesparteitagen die Partei leitet. Der Landesvorstand besteht aus einem oder zwei Vorsitzenden, einem oder mehreren Stellvertretern, einem Landesgeschäftsführer und einem Landesschatzmeister. Die Mitglieder des erweiterten Vorstands ergeben sich aus der Anzahl der Mitglieder des geschäftsführenden Vorstands und darf die Gesamtzahl von 18 Mitgliedern nicht überschreiten. Außerdem gibt es einen Landesausschuss als Organ des Landesverbands mit Konsultativ-, Kontroll- und Initiativfunktion gegenüber dem Landesvorstand. Der Landesausschuss besteht aus insgesamt 38 Mitgliedern, die mehrheitlich aus den Kreisverbänden (30 Plätze), den landesweiten Zusammenschlüssen (4 Plätze) sowie dem Landesvorstand und dem Jugendverband (je 2 Plätze) entsendet werden.
Die Linke Brandenburg hat mehrere innerparteiliche Zusammenschlüsse. Diese können von den Mitgliedern frei gebildet werden und sind keine offiziellen Gliederungen der Landespartei. Die Zusammenschlüsse arbeiten selbstständig zu bestimmten Themenbereichen, beziehungsweise sind im Fall der Kommunistischen Plattform eine politische Strömung. 2014 existieren folgende landesweite Zusammenschlüsse:
- LAG Antikapitalistische Linke
- LAG basis.linke
- LAG Betrieb & Gewerkschaft
- LAG Bewegungslinke
- LAG Netzwerk EL
- Facharbeitsgemeinschaft Flucht und Migration
- LAG Forum Demokratischer Sozialismus
- LAG Geschichte
- LAG Grundeinkommen
- LAG Kommunistische Plattform
- LAG Kommunalpolitik
- LAG LINKE Frauen
- LAG LINKE UnternehmerInnen
- LAG Queer
- LAG Rote Reporter
- LAG Schule und Bildung
- LAG Selbstbestimmte Behindertenpolitik
- LAG Senior*innen
- LAG SozialGesund
- LAG Umwelt
- LAG Zur Förderung einer Solidarischen Ökonomie
- LAG Willkommenskultur

Außerdem existiert mit Linksjugend solid Brandenburg ein Landesverband des anerkannten parteinahen Jugendverbandes der Linken mit ca. 300 Mitgliedern.
Der Landesverband verfügt über eine Landesfinanzrevisionskommission zur Überprüfung der Finanztätigkeit und des Umgangs mit dem Parteivermögen und eine Landesschiedskommission zur Klärungen von Streitfällen des Landesverbandes.
Der Landesverband besteht zudem aus mehreren Kreisverbänden. Diese sind:
- Barnim
- Brandenburg an der Havel
- Dahme-Spreewald
- Elbe-Elster
- Frankfurt (Oder)
- Havelland
- Lausitz
- Märkisch-Oderland
- Oberhavel
- Oberspreewald-Lausitz
- Oder-Spree
- Ostprignitz-Ruppin
- Potsdam
- Potsdam-Mittelmark
- Prignitz
- Teltow-Fläming
- Uckermark

## Bisherige Parteivorsitzende
(Bis 2007 für die PDS/Linkspartei PDS)
| Amtszeit  | Name                                   |
| --------- | -------------------------------------- |
| 1990–1991 | Heinz Vietze                           |
| 1991–1993 | Lothar Bisky                           |
| 1993–1995 | Helmuth Markov                         |
| 1995–1999 | Wolfgang Thiel                         |
| 1999–2001 | Anita Tack                             |
| 2001–2005 | Ralf Christoffers                      |
| 2005–2012 | Thomas Nord                            |
| 2012–2014 | Stefan Ludwig                          |
| 2014–2018 | Christian Görke                        |
| 2018–2020 | Diana Golze und Anja Mayer             |
| 2020–2022 | Anja Mayer und Katharina Slanina       |
| Seit 2022 | Katharina Slanina und Sebastian Walter |

## Landtagsfraktion
(Bis 2007 für die Fraktionen der PDS-LL/PDS)

### Bisherige Vorsitzende der Landtagsfraktion
| Amtszeit  | Name                                    |
| --------- | --------------------------------------- |
| 1990–2004 | Lothar Bisky                            |
| 2004–2005 | Dagmar Enkelmann                        |
| 2005–2012 | Kerstin Kaiser                          |
| 2012–2014 | Christian Görke                         |
| 2014–2015 | Margitta Mächtig                        |
| 2015–2019 | Ralf Christoffers                       |
| 2019–2021 | Kathrin Dannenberg und Sebastian Walter |
| 2021–2024 | Sebastian Walter                        |

### Bisherige Vizepräsidenten des Landtages
| Amtszeit  | Name              |
| --------- | ----------------- |
| 2004–2005 | Lothar Bisky      |
| 2005–2009 | Gerlinde Stobrawa |
| 2009–2014 | Gerrit Große      |

## Ergebnisse bei Landtagswahlen
| Ergebnisse der Landtagswahlen | Ergebnisse der Landtagswahlen | Ergebnisse der Landtagswahlen | Ergebnisse der Landtagswahlen |
| Jahr                          | Stimmen                       | Sitze                         |                               |
| ----------------------------- | ----------------------------- | ----------------------------- | ----------------------------- |
| 1990 *                        | 13,4 %                        | 13                            |                               |
| 1994 *                        | 18,7 %                        | 18                            |                               |
| 1999 *                        | 23,3 %                        | 22                            |                               |
| 2004 *                        | 28,0 %                        | 29                            |                               |
| 2009                          | 27,2 %                        | 26                            |                               |
| 2014                          | 18,6 %                        | 17                            |                               |
| 2019                          | 10,7 %                        | 10                            |                               |
| 2024                          | 03,0 %                        | –                             |                               |